# 야렉 가시오로프스키
야렉 가시오로프스키 에르난디스 (Yarek Gąsiorowski Hernandis, 2005년 1월 12일 ~ )는 폴란드계 스페인의 축구 선수이며, 발렌시아에서 센터백으로 뛰고 있다.